# USS Champlin (DD-601)
USS Champlin (DD-601) là một tàu khu trục thuộc lớp Benson của Hải quân Hoa Kỳ đã phục vụ trong suốt Chiến tranh Thế giới thứ hai. Nó là chiếc tàu chiến thứ hai của Hải quân Hoa Kỳ được đặt tên theo Stephen Champlin (1789–1870), một sĩ quan Hải quân Hoa Kỳ trong cuộc Chiến tranh 1812.

## Thiết kế và chế tạo
Champlin được đặt lườn tại xưởng tàu Fore River Shipyard của hãng Bethlehem Steel Co. ở Quincy, Massachusetts vào ngày 31 tháng 1 năm 1942. Nó được hạ thủy vào ngày 25 tháng 7 năm 1942; được đỡ đầu bởi bà A. C. Brendel, và được cho nhập biên chế vào ngày 12 tháng 9 năm 1942 dưới quyền chỉ huy của Hạm trưởng, Thiếu tá Hải quân C. L. Melson.

## Lịch sử hoạt động

### 1942-1943
Sau khi hộ tống một đoàn tàu vận tải đi đến Argentia, Newfoundland và một đoàn tàu khác đi đến vùng kênh đào Panama, Champlin khởi hành từ New York vào ngày 11 tháng 12 năm 1942 cho chuyến đi vượt Đại Tây Dương lần đầu tiên, đi đến Casablanca, Bắc Phi rồi quay trở về New York vào ngày 7 tháng 2 năm 1943. Nó lại lên đường vào ngày 4 tháng 3, bảo vệ cho một đoàn tàu vận tải vốn bị tàu ngầm U-boat Đức dõi theo liên tục trong sáu ngày liền sau khi họ băng qua Azores vào ngày 12 tháng 3. Trong ngày hôm đó, họ bắt được tín hiệu radar mục tiêu phía trước đoàn tàu, và Champlin đã tiến tới trước để điều tra, phát hiện tàu ngầm đối phương đang ở trên mặt nước. Nó nổ súng và tìm cách húc vào đối phương, trong khi đối phương lặn khẩn cấp để né tránh. Chiếc tàu khu trục thả một loạt mìn sâu, và cuối cùng đánh chìm được U-130 ở tọa độ 37°10′B 20°21′T / 37,167°B 20,35°T. Khi đoàn tàu tiếp tục đi về phía Đông, Champlin và các tàu hộ tống khác hầu như phải chiến đấu liên tục để bảo vệ đoàn tàu, nhưng không tránh khỏi việc tổn thất ba tàu buôn trước khi đến được Casablanca. Nó đã vớt mọi thành viên của thủy thủ đoàn 127 người trên chiếc Wyoming, cũng như hai người khác sống sót từ chiếc Molly Pitcher. Hành trình quay trở về của đoàn tàu diễn ra mà không gặp sự cố nào, và họ về đến Boston, Massachusetts vào ngày 15 tháng 4.
Champlin khởi hành từ New York vào ngày 1 tháng 5 năm 1943 cùng một đoàn tàu bao gồm tàu nhỏ và tàu hỗ trợ, ghé qua Bermuda trước khi đi đến Oran vào ngày 26 tháng 5. Nó lại ra khơi hộ tống một đoàn tàu khởi hành từ Gibraltar, rồi tham gia các hoạt động huấn luyện và tuần tra tại khu vực Tây Địa Trung Hải. Vào ngày 5 tháng 7, nó khởi hành từ Oran để tham gia Chiến dịch Husky, cuộc đổ bộ của Đồng Minh lên Sicily; hộ tống một đoàn tàu đi đến khu vực vận chuyển ngoài khơi phía Nam Scoglitti vào ngày 9 tháng 7. Nó tham gia các cuộc bắn phá chuẩn bị vào ngày hôm sau, và đánh trả một cuộc không kích. Đang khi bảo vệ cho cuộc đổ bộ và tiến quân trong ngày hôm đó, nó đáp ứng một yêu cầu từ đất liền khi bắn phá ngôi làng Camerina, hiệu quả đến mức đối phương tại đây buộc phải đầu hàng. Chiếc tàu khu trục sau đó rời Sicily hộ tống một đoàn tàu đi Oran và New York, đến nơi vào ngày 4 tháng 8.

### 1944
Champlin thực hiện thêm bốn chuyến vượt Đại Tây Dương, hộ tống các đoàn tàu vận tải đi từ New York sang Bắc Phi và quần đảo Anh từ ngày 21 tháng 8 năm 1943 đến ngày 11 tháng 3 năm 1944. Đang khi tiến hành huấn luyện ôn tập tại Casco Bay, Maine, nó được lệnh tham gia một cuộc săn tìm tàu ngầm đối phương vốn kéo dài suốt ngày 7 tháng 4. Lúc 16 giờ 32 phút, nó bắt được tín hiệu tàu ngầm đối phương và tấn công bằng mìn sâu, buộc đối thủ phải nổi lên mặt nước. Các khẩu pháo của nó lập tức lên tiếng, bắn cháy tàu đối phương, và Champlin húc vào phía đuôi chiếc U-856, đánh chìm chiếc tàu ngầm đối phương ở tọa độ 40°18′B 62°18′T / 40,3°B 62,3°T. Trong trận này vị chỉ huy của nó, Trung tá Hải quân John J. Shaffer III, bị thương do trúng mảnh đạn và từ trần sáng ngày hôm sau cho dù đã được nỗ lực cứu chữa.
Sau khi sửa chữa những hư hại cho mũi tàu do cú húc, Champlin rời New York vào ngày 21 tháng 4 hộ tống một đoàn tàu đi Oran. Nó được lệnh trình diện tại Naples vào ngày 15 tháng 5 để làm nhiệm vụ hỗ trợ các hoạt động đổ bộ tại Anzio, tiến hành tuần tra, hộ tống vận tải và hỗ trợ hỏa lực cho các tàu quét mìn cũng như lực lượng Lục quân trên bờ. Quay trở lại Palermo, nó khởi hành từ cảng này vào ngày 13 tháng 8 để tham gia Chiến dịch Dragoon, cuộc đổ bộ của Đồng Minh lên miền Nam nước Pháp, nơi nó được phân công tuần tra về phía Tây Nam khu vực vận chuyển trong thành phần đơn vị hỗ trợ hỏa lực dự bị. Vào ngày 18 tháng 8, nó cứu vớt một phi công Lục quân bị bắn rơi trên phao cứu sinh của mình; vào ngày 19 tháng 8, nó bị các khẩu pháo duyên hải đối phương trên bờ nhắm bắn đang khi di chuyển ngoài khơi Cannes. Ngày hôm sau, nó quay trở lại khu vực tìm kiếm và tiêu diệt các khẩu đội này. Vào ngày 21 tháng 8, nó phong tỏa vịnh Napoule nơi các tàu phóng lôi E-boat Đức bị giam hãm và bị tiêu diệt sau đó. Tiếp tục hoạt động hỗ trợ hỏa lực, Champlin đã phá hủy một cầu bắc qua sông Var gần Nice theo yêu cầu của Lục quân vào ngày 24 tháng 8; rồi nó rời khu vực này một tuần sau đó hộ tống các tàu buôn đi Oran. Nó tiếp tục đi NewYork hộ tống một đội thiết giáp hạm, rồi bắt đầu một chương trình huấn luyện và hoạt động canh phòng máy bay vốn kéo dài cho đến hết năm 1944.

### 1945
Vào ngày 6 tháng 1 năm 1945, Champlin quay trở lại hoạt động hộ tống vận tải vượt Đại Tây Dương, lên đường đi Oran. Vào ngày 30 tháng 1, nó rời Oran tham gia thành phần hộ tống cho chuyến đi của Tổng thống Franklin D. Roosevelt đến Malta, nơi ông đáp máy bay cho chặng tiếp theo trong hành trình tham dự Hội nghị Yalta. Nó sau đó hộ tống đoàn tàu này quay trở lại Đại Tây Dương, vào ngày 20 tháng 2 đã quay trở lại Gibraltar làm nhiệm vụ tuần tra và hộ tống tại khu vực Tây Địa Trung Hải. Nó khởi hành từ Oran vào ngày 22 tháng 4 để quay rở về New York, và được chuẩn bị để được điều động sang Mặt trận Thái Bình Dương.
Champlin băng qua kênh đào Panama vào ngày 4 tháng 6, và đi đến Trân Châu Cảng vào ngày 10 tháng 7. Sau các hoạt động huấn luyện, nó lên đường vào ngày 24 tháng 7 cho cuộc bắn phá lên đảo Wake vào ngày 1 tháng 8, rồi tiếp tục hướng đi Okinawa, đến nơi vào ngày 12 tháng 8. Các hoạt động tuần tra và hộ tống tại chỗ được thực hiện cho đến ngày 4 tháng 9, khi nó lên đường đi đến chính quốc Nhật Bản hỗ trợ những hoạt động chiếm đóng. Nó khởi hành từ Okinawa vào ngày 31 tháng 10 cùng với các cựu chiến binh để quay trở về nhà, ghé qua Saipan và Trân Châu Cảng đón thêm những hành khách khác, tiễn họ rời tàu tại San Diego, California từ ngày 21 đến ngày 24 tháng 11, rồi tiếp tục đi sang vùng bờ Đông.
Champlin được đưa về lực lượng dự bị tại Charleston, South Carolina vào ngày 28 tháng 3 năm 1946, và được cho xuất biên chế vào ngày 31 tháng 1 năm 1947. Nó bị bán để tháo dỡ vào ngày 8 tháng 5 năm 1972.

## Phần thưởng
Champlin được tặng thưởng sáu Ngôi sao Chiến trận do thành tích phục vụ trong Thế Chiến II.